# Мулан (фільм, 2020)
«Мулан» (англ. Mulan) — американський драматичний фільм режисерки Нікі Каро, знятий за сценарієм Елізабет Мартін, Лорен Гайнек, Ріка Джаффи та Аманди Сільвер, виробництва Walt Disney Pictures. Стрічка є адаптацією китайської легенди про Фа Мулан, а також частково однойменного мультфільму 1998 року. Головну роль виконує Лю Іфей, Донні Єн, Джейсоном Скоттом Лі, Йосон Ань, Гун Лі та Джет Лі отримали ролі другого плану.
У 2010 році планувалося зняти фільм про Мулан, який почин не отримав успішного розвитку. В березні 2015 року була анонсована нова спроба, у лютому 2017 року Каро отримала місце режисера. Для неї це став другий проект як режисера фільму з бюджетом понад $100 мільйонів. У листопаді 2017 року Лю отримала головну роль, її обрали серед 1000 акторок, решту акторів приєдналися наступного року. Зйомки почалися з серпня року до листопада 2018 року у Новій Зеландії та Китаї.
Початок світового прокату планувався на 27 березня 2020 року, але був відкладений на 21 серпня 2020 року через негативну реакцію проти спірної підтримки Лю Іфей жорстокого придушення проти продемократичних демонстрацій в Гонконзі, пост-скринінгових резонансів, та карантинні заходи з приводу пандемії COVID-19. Пізніше стрічку прибрали з розкладу прем'єр у кінотеатрах, а її покази стартували у стримінговому сервісі Disney+ 4 вересня. Попри сподівання Walt Disney Pictures, фільм «Мулан» не здобув успіху в Китаї через адаптацію легенди за західними стандартами, що зумовило порівняно малі касові збори.

## Сюжет
Події відбуваються в імперському Китаї, Хуа Мулан — жвава дівчинка, що живе з батьками в селищі. Одного разу вона ледве не падає з даху, проте завдяки спритності лишається неушкодженою. Мати бідкається, що з Мулан не виросте хороша дружина — стримана та слухняна, на відміну від її старшої сестри Сю. Батько, Хуа Чжоу, здогадується, що Мулан контролює енергію ці, але це вміння вважається прерогативою чоловіків. Він радить доньці приховувати, що вона контролює ці, інакше її сприймуть за злу відьму.
Минають роки і батьки знаходять для Мулан чоловіка, не питаючи на те її згоди. Мулан змушена зустрітися зі свахами, котрі оцінять чи підходить вона майбутньому чоловікові. Коли дівчина наливає чай свасі, поряд спускається павук, Мулан панікує і розбиває чайник. Сваха дорікає Хуа Чжоу, що той погано виховав Мулан і та ганьбить сім'ю. Тим часом на Китай нападають кочівники жуань-жуані на чолі з Борі Ханом. Йому допомагає відьма Сіань, яка контролює ці, за що й була колись вигнана з Китаю. Імператор наказує зібрати армію, до якої кожна сім'я його підданих повинна дати по одному чоловікові.
Імператорські солдати приїжджають до селища Мулан для призову новобранців. Хуа Чжоу старий і немічний, але позаяк в нього немає синів, він погоджується піти до війська. Він усвідомлює, що швидше за все загине, але вважає службу імператору честю. Мулан, бажаючи врятувати батька, викрадає його обладунки, меч і коня, та тікає з дому. Дівчина губиться в пустелі, та батько молиться феніксу, щоб він допоміг Мулан, і цей чудесний птах показує Мулан дорогу. Згодом вона дістається до табору, куди сходяться призовники. Там Мулан видає себе за власного батька.
Мулан доводиться йти на хитрощі, аби ніхто не викрив, що вона жінка. Так, вона викликається на нічне чергування, коли решта йдуть до лазні, туго перев'язується, щоб не було видно її грудей. Командир табору Тунг встановлює суворі порядки, зокрема під страхом смерті забороняє солдатам спілкуватися з жінками, поки вони на службі. Новобранці виснажливо тренуються, Мулан спершу поступається їм, але завдяки наполегливості згодом перевершує інших у силі та майстерності.
Однієї ночі Мулан іде до озера скупатися, коли поруч опиняється солдат Чень, якого Мулан перемогла напередодні на тренуванні. Чень не помічає справжньої статі Мулан, але здогадується, що в неї є якась таємниця. Тунг бачить здібності Мулан і закликає розвивати їх. Борі Хан у той час просувається все далі, знищуючи всіх на шляху. Відьма Сіань допомагає йому знищити батальйон і наблизитися до табору. Сіань відчуває силу Мулан і чаклунством переносить її далеко від табору, де намагається вбити. Відьма кидає в неї кинджал, однак вістря застрягає в корсеті. Знявши корсет і скинувши обладунки, Мулан поспішає на допомогу війську та прибуває, коли жуань-жуані вже майже перемогли. Дівчина збирає шоломи та ставить їх на скелі, вдаючи наче там стоїть цілий загін. Вороги стріляють туди з требушета, що спричиняє лавину, загарбники в результаті гинуть під снігом.
Солдати спантеличені, побачивши, що Хуа Чжоу насправді жінка. Командир Тунг розцінює це як самозванство, за який належить стратити, але завдячує Мулан життям, тому змінює покарання на вигнання. Сіань знаходить Мулан і пропонує приєднатися до неї, щоб разом виступити на імперський палац, адже в Китаї жінкам, які володіють ці, немає місця. Мулан відмовляється та повертається до Тунга, котрого попереджає що задумала відьма. Командир не довіряє їй, але за неї заступаються солдати, котрих вона раніше врятувала. Тунг погоджується, що краще послухати її та спрямовує військо на захист палацу.
Сіань, перетворившись на птаха, проникає в палац і видає себе імператора, щоб віддати хибні накази. Палац лишається без охорони, та тоді саме прибуває військо Тунга. Мулан стикається з Сіань, яка заздрить їй, але вирішує допомогти й показує де імператор. Борі Хан тим часом захопив імператора, збираючись убити. Він стріляє в Мулан з лука, та Сіань перетворюється на птаху й приймає постріл на себе. Дівчині вдається дістатися до Бері Хана, але в поєдинку з ним вона втрачає меч. Імператор підбадьорює Мулан, вона прикликає фенікса та вбиває Бері Хана, відбивши його ж стрілу.
Імператор пропонує Мулан приєднатися до його гвардії, та вона просить відпустити її додому. Вона просить вибачення в батька за те, що вкрала його коня, обладунки та меч. Той відповідає, що дочка важливіша для нього. Тунг прибуває до Мулан і дарує їй нового меча, оголосивши, що вона вчинила благочесно, бо врятувавши державу, врятувала всіх її жителів.

## У ролях

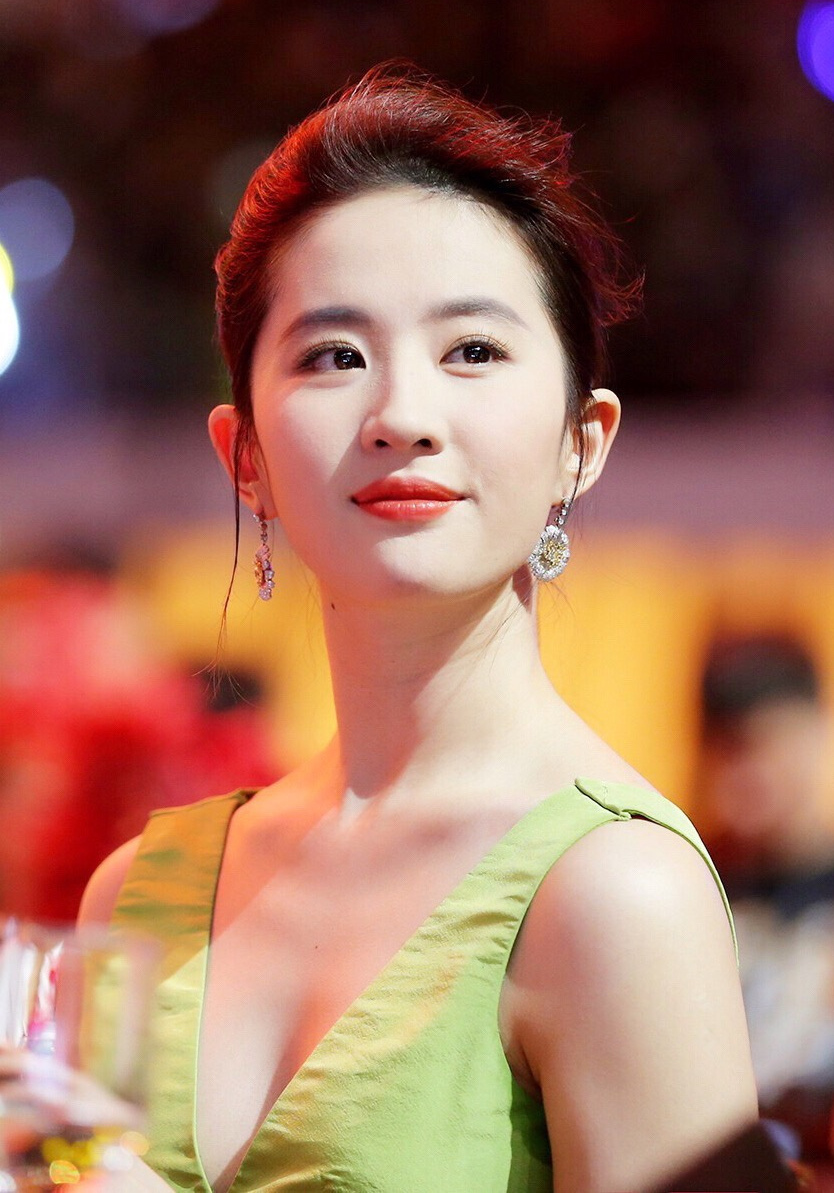
Лю Іфей, виконавиця головної ролі

| Актор            | Роль              |
| ---------------- | ----------------- |
| Лю Іфей          | Хуа Мулан         |
| Донні Єн         | командир Тунг     |
| Джейсон Скотт Лі | Борі Хан          |
| Йосон Ань        | Чень Хунхуі       |
| Гун Лі           | відьма Сіань Ланг |
| Джет Лі          | імператор Китаю   |
| Рон Юань         | сержант Цян       |
| Ци Ма            | Хуа Чжоу          |
| Розалінд Чао     | Хуа Лі            |
| Ксана Тан        | Хуа Сю            |
| Джиммі Вонг      | Лінг              |
| Доу Муа          | По                |
| Чень Тан         | Яо                |
| Уткарш Амбудкар  | Скатч             |
| Чум Эхелепола    | Рамтіш            |

## Виробництво

### Адаптація
Легенда про Мулан вельми популярна в Китаї (включаючи материковий Китай, Гонконг і Тайвань) та була екранізована там уже 17 разів.
Walt Disney Pictures висловила зацікавленість у кіноадаптації анімаційного фільму «Мулан» 1998 року, із залученням Чжан Цзиї та режисера Чака Рассела. Спочатку планувалось розпочати зйомки у жовтні 2010 року, але врешті-решт вони були скасовані. 30 березня 2015 року «The Hollywood Reporter» повідомив, що Disney знову почав розвивати адаптацію з Крісом Бендером і Дж. К. Спінком як продюсери, а Елізабет Мартін і Лорен Гайнек як сценаристи. 4 жовтня 2016 року було оголошено, що Рік Джаффа й Аманда Сільвер перепишуть сценарій, поєднавши китайську баладу й анімаційний фільм 1998 року, Джейсон Рід буде продюсером разом з Крісом Бендером і Джейк Вейнер.

### Кастинг
Оскільки кілька нещодавніх голлівудських фільмів були звинувачені у вайтвошингу («відбілювання» персонажів, які не належать до європеоїдної раси), «Мулан» перебував під інтенсивним наглядом, з того часу як «The Hollywood Reporter» повідомив про адаптацію компанією Disney. Онлайн-петиція під назвою «Tell Disney You Don't Want A Whitewashed Mulan!» отримала більше ніж 100 000 підписів. 4 жовтня 2016 року Disney оголосив, що проходить глобальний пошук китайської акторки на головну роль. Команда директорів з кастингу відвідала п'ять континентів і побачила майже 1000 кандидатів на цю роль, відбираючи за критеріями, які вимагали навички у бойових мистецтвах, володіння зрозумілою англійською мовою і «зірковість». 29 листопада 2017 року китайсько-американська актриса Лю Іфей була обрана на головну роль. Багато хто відзначав це як перемогу різноманітності у фільмах Діснея. У квітні 2018 року оголосили, що отримали ролі Донні Єн, Гун Лі, Джет Лі та Ксана Тан, у травні до них приєднались Уткарш Амбудкар і Рон Юань, у червні — Йосон Ань і Чум Эхелепола, у липні — Джейсон Скотт Лі, в серпні — Ци Ма, Розалінд Чао, Ченг Пей-пей, Нельсон Лі, Джиммі Вонг і Доу Муа і Чень Тан у вересні.

### Режисер
Disney спочатку шукав азійського режисера. Disney спочатку розглядав режисера тайванського походження Енга Лі, дворазового лауреата премії Оскар як найкращий режисер. Газета «The Hollywood Reporter» зазначила, що Лі підходив на цю позицію, але він відмовився 12 жовтня 2016 року. Згідно зі звітом, опублікованим 22 листопада 2016 року, режисер зазначив, що він хотів би бачити азійського режисера фільму, але він відмовився, тому що все ще зобов'язаний просувати свій фільм «Біллі Лінн: Довга перерва посеред бою». Потім Disney зустрівся з режисером Цзян Вень з пропозицією, але вони не змогли домовитись; 14 лютого 2017 року була найнята Нікі Каро, що зробило «Мулан» другою роботою Діснея з жінкою режисером і бюджетом понад 100 мільйонів доларів після кінокартини «Складки часу».

### Зйомки
Основні зйомки почалася 13 серпня 2018 року, в Новій Зеландії та Китаї і тривали до 25 листопада 2018. За словами акторки Гун Лі бюджет фільму був 290—300 мільйонів доларів.

### Пост-продакшн
Візуальні ефекти надавала компанія Sony Imageworks і Weta Digital під керівництвом Сета Маурі й Андреса Ленгландсом, а Шон Ендрю Фаден став керівником виробництва за посередництвом Framestore та Image Engine.

## Випуск
«Мулан» планувався випустити в Сполучених Штатах 27 березня 2020 року, але було відкладено через пандемію коронавірусу. Спочатку датою релізу було визначено 2 листопада 2018 року, але цей день зайняв Лускунчик і чотири королівства. Фільм планується випустити 21 серпня 2020 року. В липні стрічку прибрали з розкладу прем'єр. Фільм отримав рейтинг PG-13 від Асоціації кінофільмів це перший римейк Діснея в ігрового фільму, якому дали такий рейтинг.

### Маркетинг
Офіційний тизер-трейлер фільму та офіційний плакат тизера були випущені 7 липня 2019 року під час трансляції фіналу чемпіонату світу з футболу серед жінок 2019.

### Касові збори
За перший вік-енд фільм зібрав у Китаї $23,04 млн, що зробило його одним з найпровальніших фільмів Disney, показаних там. Для порівняння, «Аладдін» (2019) зібрав у Китаї $53 млн, маючи при цьому набагато меншу цільову аудиторію, а «Король лев» (2019) — $120 млн. Світові збори «Мулан» за тиждень склали $33 млн. Станом на кінець вересня 2020 року світові збори склали $57 млн, в Україні — $212 тис.
Сервіс Disney+ не діє в Китаї, фільм там активно поширювався піратством. Кількість нелегальних завантажень «Мулан» за три дні після появи в Disney+ досягнула 250 тис.

## Критика
Фільм здобув середню оцінку на агрегаторі Rotten Tomatoes 72 % від критиків і 41 % від пересічних глядачів.
Перша хвиля критики сталася після анонсу, що «Мулан» 2020 року не матиме частини сцен і персонажів, які сподобалися західному загалу в мультфільмі 1998 року. Натомість фільм більше наслідував фільми в жанрі уся, такі як «Будинок літаючих кинджалів» і «Герой». Примітно, що в фільмі неодноразово наголошується, що Мулан — це войовниця, тоді як в мультфільмі вона радше перемагає стратегією, а не власними бойовими здібностями. Мулан 1998 року покладається на кмітливість, а 2020 — на володіння енергією ці, що наділяє її в «потрібний» момент відповідними фізичними здібностями. Багатьох фанатів мультфільму обурило, що в новій екранізації легенди не буде кумедного дракона Мушу, екранний час якого віддано відьмі. Інші відмінності — друг-жук з мультфільму в фільмі постає як людина, воїн Лі Шан, закоханий в Мулан, замінений на Ченя, котрий проявляє до неї значно менше інтересу, в фільмі немає бабусі Фа, натомість у Мулан з'явилася сестра. В мультфільмі Лі Шан викриває, що Мулан жінка, в фільмі вона сама розкриває цю таємницю солдатам (а в легенді вона приховувала свою стать 12 років).
Наступна критика фільму була спричинена дописом 16 серпня на сайті Weibo від виконавиці головної ролі Лю Іфей, де актриса висловила підтримку поліції, що бореться з антиурядовими протестами в Гонконзі. Це спричинило заклики до бойкоту фільму, кількість згадок за близько добу досягнула 75 тис. В результаті на презентації D23, де мали виступати актори фільму, за них виступила режисерка Нікі Каро.
Після появи «Мулан» в сервісі Disney+, виявилося, що в титрах висловлюється подяка державним організаціям Китаю, зокрема відділу пропаганди Комуністичної партії Китаю Сіньцзян-Уйгурського автономного району та Бюро громадської безпеки міста Турфан, де відбувалася частина зйомок. Це спричинило ще одну хвилю обурення, адже в цій провінції розташовані табори для уйгурів. Немає одностайної думки чим саме є ці табори, за різними даними це добровільні освітньо-тренувальні центри, або щось на кшталт резервацій, які уйгурам заборонено покидати і де вони перебувають під тотальним спостереженням, або справжні концтабори для знищення уйгурів під прикриттям боротьби з ісламським екстремізмом. Частина глядачів розцінили подяку з боку Disney як ознаку підтримки компанією геноциду етнічних меншин в обмін на виведення фільму на китайський ринок. Фінансова директорка Disney Крістін МакКарті назвала подібні згадки формальністю, звичайною для фільмів, що знімаються за межами США. Китайська преса після згадок таборів для уйгурів припинила згадувати фільм.
Письменниця Джаннет Інг відгукнулася, що «Мулан» пропагує націоналізм ханьців, адже позитивні герої фільму саме ханьці, що борються з загарбниками, котрі прибули з території Монголії: «Це не просто фільм, частина якого була знята в місці, де на наших очах розгортається геноцид місцевого населення, — цей фільм зображує людей, чия культура і спадщина зараз знищуються, як злочинців, одночасно підносячи перевагу ханьців і китайський націоналізм».
Головна критика фільму як художнього твору була спрямована на історичні неточності, брак розвитку персонажів, виразність гри акторів, грим і костюми.
The Verge відзначалося про фільм: «Обираючи суворість понад розважальністю, він змушує персонажів виглядати сильними замість достовірних. Роблячи багато, щоб виглядати як належить, він робить мало, щоб відчуватися таким чином: є дрібка жартів, декілька примітних зустрічей, і спантеличливо мало товариськості для фільму, що показує групу солдатів. У результаті це виглядає, ніби відомий гурт грає непримітний кавер, імітуючи звучання замість надавати власного. Як на фільм про те, як жінка вчиться здобути свою самобутність, „Мулан“ не вдається сформувати власну».
Daily Mail високо оцінили сцени боїв і невелику кількість комп'ютерної графіки, проте було розкритиковано нехтування романтичними стосунками та відсутність музики такого ж рівня, як в однойменному мультфільмі. У вердикті фільм характеризувався як «яскравий, але невеселий», на відміну від мультфільму.
На думку редакції Vulture, «Мулан» поділяє націоналізм «Героя», висвітлюючи тему служіння державі, що конфліктує з пошуком власної долі. Проте, за її словами, «Неможливо сформулювати, чого саме хоче це втілення Мулан». Героїня страждає від необхідності брехати задля спільного блага, але не відчуває жодного гніву до тих, хто змушує її брехати. Вся гіркота становища жінки, невдячно відкиненої суспільством через стереотипи, покладається не на Мулан, а на Сіань, яка виглядає «трагічною дурепою», вперто відкидаючи приклад Мулан, що жінка може здобути визнання за особисті якості.
У Chicago Sun-Times схвально відгукнулися про мінімум містичних елементів, роботу з краєвидами, інтер'єрами та костюмами. Щодо персонажів, сайт написав, що з-поміж них немає неважливих.